# Earthbound (1920)
Earthbound (bra Uma Alma em Suplício) é um filme norte-americano de 1920, do gênero drama,  dirigido por T. Hayes Hunter, com roteiro de Edfrid A. Bringham baseado em uma história de Basil King. É agora um filme perdido.